# 吴兴丰
吴兴丰（1963年11月—），江苏海门人，汉族，中国共产党党员。中华人民共和国政治人物、第十三届全国人民代表大会解放军和武警部队代表。

## 生平
曾任东海舰队某快艇支队参谋长、第十四屆全國人大代表丶东部战区干部、支队支队长等职务。2018年，吴兴丰被选为解放军和武警部队出席第十三届全国人民代表大会代表。
2022年，任中央军委联合参谋部副参谋长，第十四屆全國人民代表大會代表丶海军中将军衔。